# Yên Bái (provincie)
Yên Bái is een provincie van Vietnam.
Yên Bái telt 679.700 inwoners op een oppervlakte van 6808 km².

## Districten
Yên Bái onderverdeeld in twee steden (Yên Bái en Nghĩa Lộ) en zeven districten:
- Lục Yên
- Mù Cang Trải
- Trạm Tấu
- Trấn Yên
- Văn Chấn
- Văn Yên
- Yên Bình